# Leicestershire
Leicestershire là một hạt không giáp biển ở vùng Midlands của Anh. Hạt có diện tích  km², dân số người. Thủ phủ hạt đóng ở. Leicestershire lấy tên từ thành phố đông dân cư nhất hạt Leicester, theo truyền thống trung tâm hành chính, mặc dù thành phố chính quyền đơn nhất Leicester ngày nay được quản lý tách biệt với phần còn lại của Leicestershire. Hạt này giáp các hạt Derbyshire phía tây bắc, Nottinghamshire ở phía bắc, Rutland về phía đông, Warwickshire phía tây nam, Staffordshire của phía tây, Lincolnshire ở phía bắc-đông, và Northamptonshire phía đông nam. Các biên giới với Warwickshire là phố Watling (A5).
Tòa nhà hành chính hạt, nằm tại Glenfield, khoảng 3 dặm (5 km) phía tây bắc trung tâm thành phố Leicester, là chỗ của Hội đồng hạt Leicestershire và trụ sở của cơ quan quận. Các thành phố Leicester là quản trị từ các văn phòng tại Leicester và Hội đồng Thành phố gặp tại Leicester Town Hall.
Sông Soar bắt nguồn ở phía đông của Hinckley, ở phía nam của quận, và chảy về phía bắc thông qua Leicester trước khi đổ vào sông Trent tại điểm nơi mà Derbyshire, Leicestershire, và Nottinghamshire đáp ứng. Một phần lớn của phía tây bắc của quận hạt, xung quanh Coalville, tạo thành một phần của khu vực rừng quốc gia mới mở rộng vào Derbyshire và Staffordshire. Điểm cao nhất của quận là đồi Bardon với độ cao 278 mét (912 ft), cũng là một Marilyn.